# Euphilotes malcolmi
Euphilotes malcolmi är en fjärilsart som beskrevs av Gunder 1927. Euphilotes malcolmi ingår i släktet Euphilotes och familjen juvelvingar. Inga underarter finns listade i Catalogue of Life.